# مدرسه فضل بن شاذان
مدرسهٔ فضل بن شاذان یکی از مدارس مهم حوزهٔ علمیهٔ نیشابور است که در سال   ۱۳۵۵ خورشیدی (۱۹۷۶ میلادی) توسط سید احمد موسوی تأسیس و با حضور مرتضی مطهری افتتاح شد.تعدادی از دانش آموختگان این مدرسه اکنون جز مسئولان شهر نیشابور هستند.نام این مدرسه برگرفته از نام دانشمند مسلمان شیعه مذهبِ سده سوم هجری، فضل بن شاذان است